# Empreendimento conjunto
Empreendimento conjunto ou empresa conjunta (em inglês: joint venture; aventura conjunta, união de riscos, risco em conjunto) é um modelo estratégico de parceria comercial ou aliança entre empresas, visando desde uma simples colaboração para fins comerciais e/ou tecnológicos até a fusão de sociedades em uma única empresa, não implicando a perda da identidade e individualidade como pessoas jurídicas das participantes. É uma forma associativa sui generis, sem uma precisa definição legal no ordenamento jurídico brasileiro, contudo sendo jurisprudencialmente reconhecida.
Há várias empresas, de diversos setores da economia, que investem nesse tipo de sociedade. Os maiores empreendimentos conjuntos no mundo acontecem nos ramos de tecnologia, automobilismo e alimentação.

## História
Surgido no âmbito do direito anglo-saxônico, a chamada common law, o termo joint venture pode ser literalmente traduzido como "aventura conjunta". Inicialmente estava ligada a um contrato de direito de navegação, visando auferir lucros com um negócio ultramarino de exportação/importação.
No século XIX, já sob a forma societária, empresas do setor ferroviário se uniam com objetivos de construir estações em comum e adquirir carruagens para a utilização nas linhas. Já no século XX, as parcerias começam a se expandir entre as indústrias petrolíferas e de minérios de ferro.

## Formas
Do ponto de vista jurídico, há dois tipos de empreendimento comum:
- Societárias ou corporate joint ventures: são aquelas com intenção de realizar um projeto ou empreendimento comum. Nesse caso, cria-se uma nova empresa com distinta personalidade jurídica;
- Contratuais ou non corporate joint ventures: são aquelas regidas por um contrato de relações meramente obrigacionais, com ou sem aportes de recursos por parte dos associados. São destituídas de personalidade jurídica, pois não formam uma nova empresa ou estrutura societária formal.

Do ponto de vista econômico também há duas formas:
- Equity joint venture: há associação de capitais;
- Non equity joint venture: não há associação de capitais.

## Natureza jurídica
Não há uma configuração precisa na legislação societária sobre o tema, assim o empreendimento comum pode ser efetivado por meio de consórcios de empresas, fusão, cisão, aquisição de participação acionária ou criando uma sociedade nova, além outras formas também coexistentes.

## Exemplos
- Nestea (ou Beverage Partners Worldwide): foi formada entre a suíça Nestlé e a americana The Coca-Cola Company para a produção e venda de chá pronto entre 2001 e 2017.[11]
- Samarco: formada entre as mineradoras brasileiras Vale S.A. e a australiana BHP Billiton para a exploração de minério de ferro.[12]
- Lipton Ice Tea: formada entre PepsiCo e Unilever para a fabricação e venda de chá pronto.[13]
- 3 Corações: formada pela São Miguel Holding e a israelense Strauss para produção na área alimentícia.[14]
- Douwe Egberts: formada entre a holandesa Jacobs Douwe Egberts e a americana Mondelēz International para a exploração do ramo de bebidas, em especial cafés e chás.[15]
- Autolatina: formada entre a americana Ford e a alemã Volkswagen nos mercados brasileiro e argentino, entre 1987 e 1996, para a fabricação de veículos.[16][17][18]
- Simba Content: formada pelas emissoras

```
SBT
, 
RecordTV
 e 
RedeTV
, sua finalidade é a negociação de direitos de conteúdo, produção de canais alternativos na TV Paga e distribuição do conteúdo produzido pelas referidas emissoras para sistemas de 
streaming
.
[
19
]
```

- MTV Brasil: formada entre a brasileira Abril e a americana Viacom para formar a versão brasileira da emissora segmentada MTV. Desfeita em 2013.
- Gerdau Summit: formada entre a brasileira Gerdau S.A. e as japonesas Sumitomo Corporation e Japan Steel Works (JSW) para o fornecimento de peças para a geração de energia eólica.[20]
- Playtronic: formada pela empresa da área eletrônica Gradiente e a empresa do ramo de brinquedos Estrela, existindo entre 1993 e 1996, com o objetivo de lançar oficialmente os produtos da Nintendo no Brasil, que até então vinham por importação independente.
- TV SIM: formada entre o Grupo Sá Cavalcante e a Rede SIM como uma emissora comercial afiliada ao SBT.[21]